# Emile Kuri
Emile Kuri (Cuernavaca, 11 de junio de 1907 – Los Ángeles, 10 de octubre de 2000) fue un decorador de sets estadounidense de origen libanés.Ganó dos premios Oscar y fue nominado a seis más en la categoría de Mejor Dirección de Arte.

## Biografía
Emile Kuri nació el 11 de junio de 1907 en Cuernavaca, México, en una familia de migrantes libaneses. Su padre era comerciante, después de su nacimiento su familia se mudó a Los Ángeles, California donde y Kuri terminó su educación a la edad de 12 años. A pesar de nacer en México, su nacionalidad era únicamente estadounidense.
Fue contratado en 1952 en los estudios Disney como decorador para Veinte mil leguas de viaje submarino (1954). Fue reclutado del equipo de Alfred Hitchcock por Walt Disney para decorar los interiores y luego se convirtió en el responsable del departamento de accesorios del estudio Disney.Su tarea consistió en llenar los tres pisos del edificio dedicado a los accesorios de los estudios de Burbank, para lo cual tuvo que recorrer todo Norteamérica.
Luego trabajó en numerosas películas de acción real producidas por el estudio Disney, incluyendo Mary Poppins (1964) y The Love Bug (1968).
También fue el decorador interior de oficinas para la compañía Disney, para Disneyland Inc. y Walt Disney World Company.

## Premios de la academia
Kuri ganó dos Premios de la Academia a la Mejor Dirección de Arte, aunque no era mexicano, fue la primera persona nacida en México y en América Latina en ganar un Premio de la Academia, y fue nominado a seis más. 

### Ganados
- La heredera (1949)
- Veinte mil leguas de viaje submarino (1954)

Nominado: 
- Silver Queen (1942)
- Carrie (1952)
- Executive Suite (1954)
- The Absent-Minded Professor (1961)
- Mary Poppins (1964)
- Bedknobs and Broomsticks (1971)

## Otras películas
- Qué bello es vivir (1946)
- La soga (1948)